# Ceratinia tutia
Ceratinia tutia är en fjärilsart som beskrevs av William Chapman Hewitson 1852. Ceratinia tutia ingår i släktet Ceratinia och familjen praktfjärilar. Inga underarter finns listade i Catalogue of Life.

## Bildgalleri

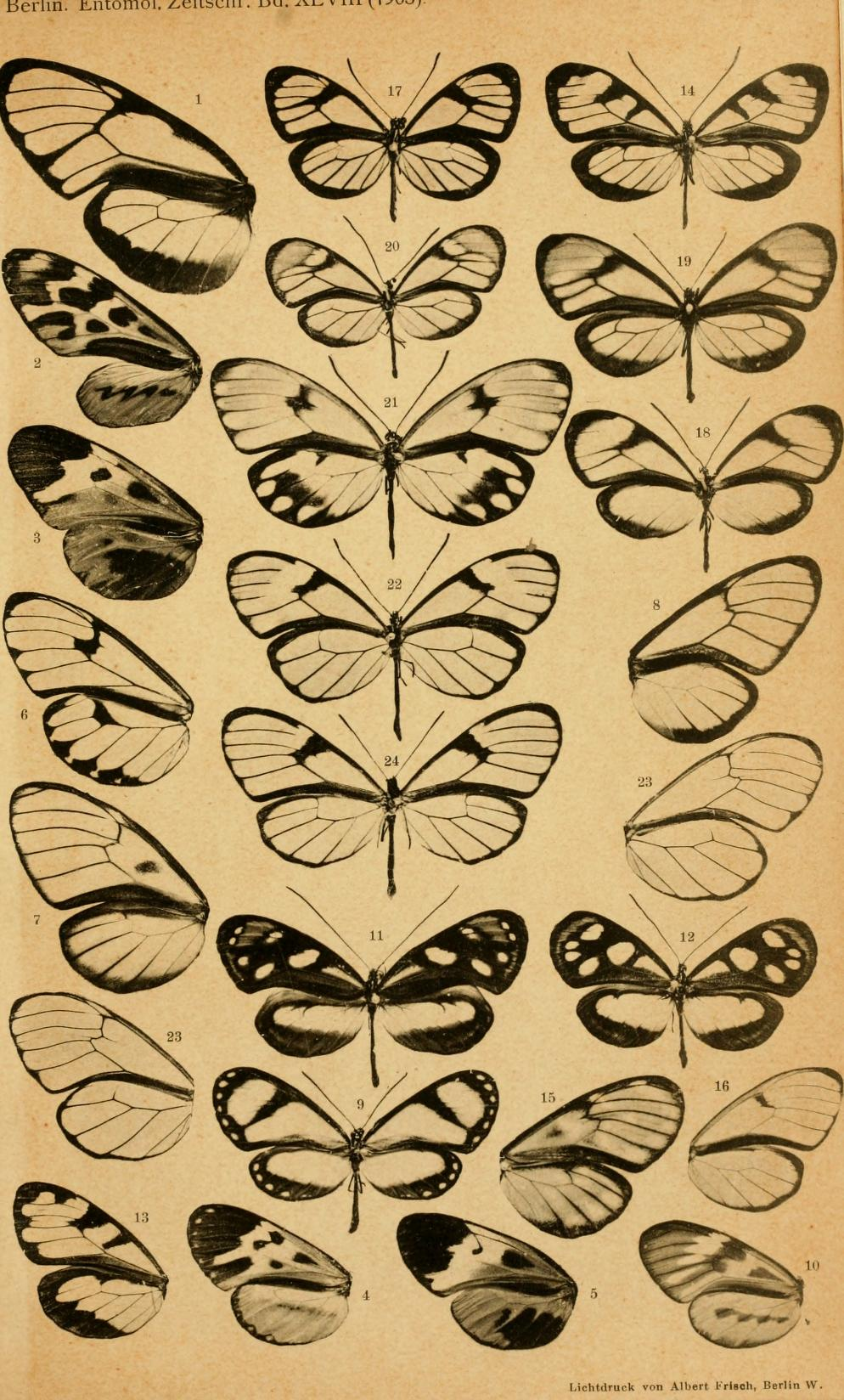
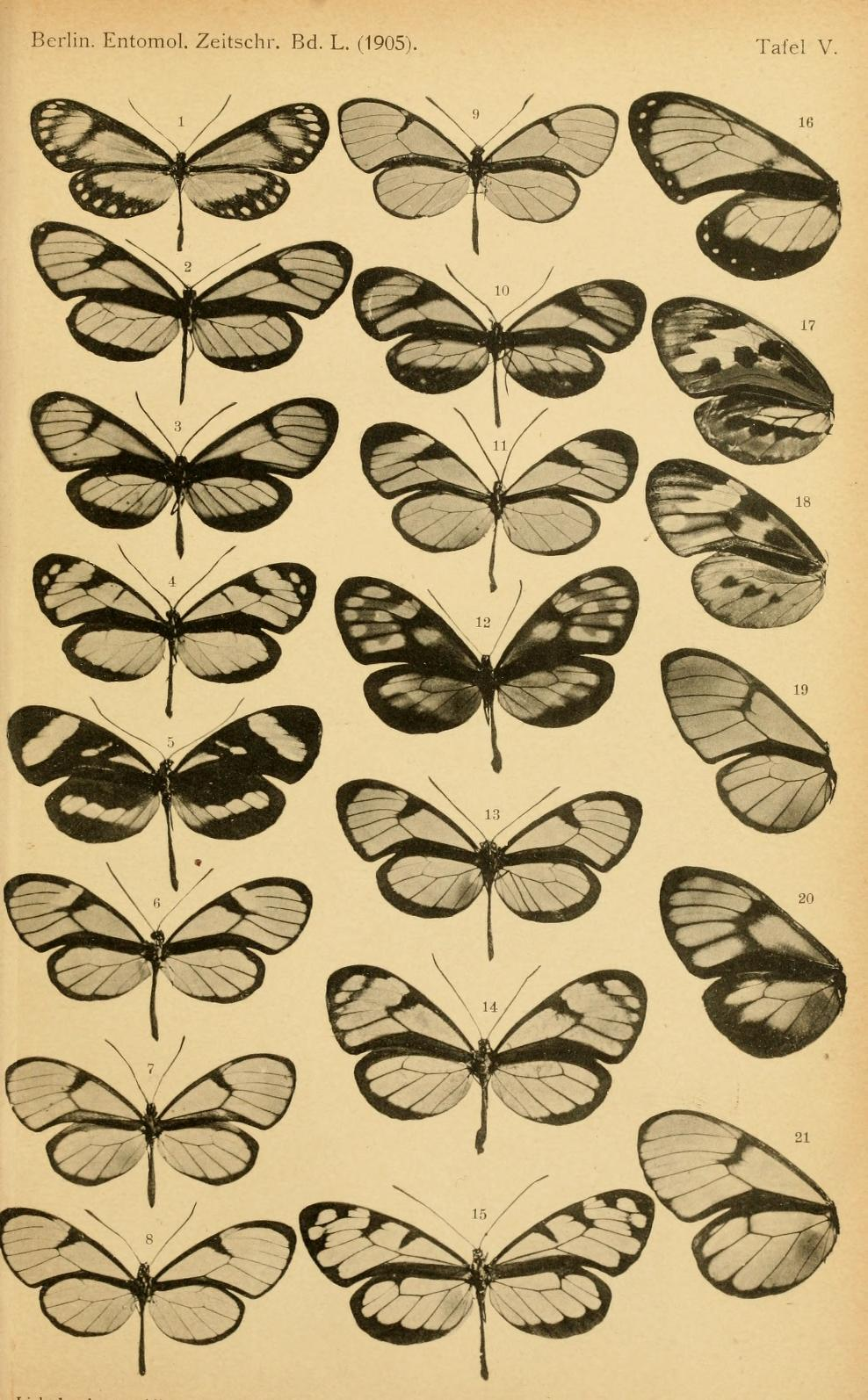
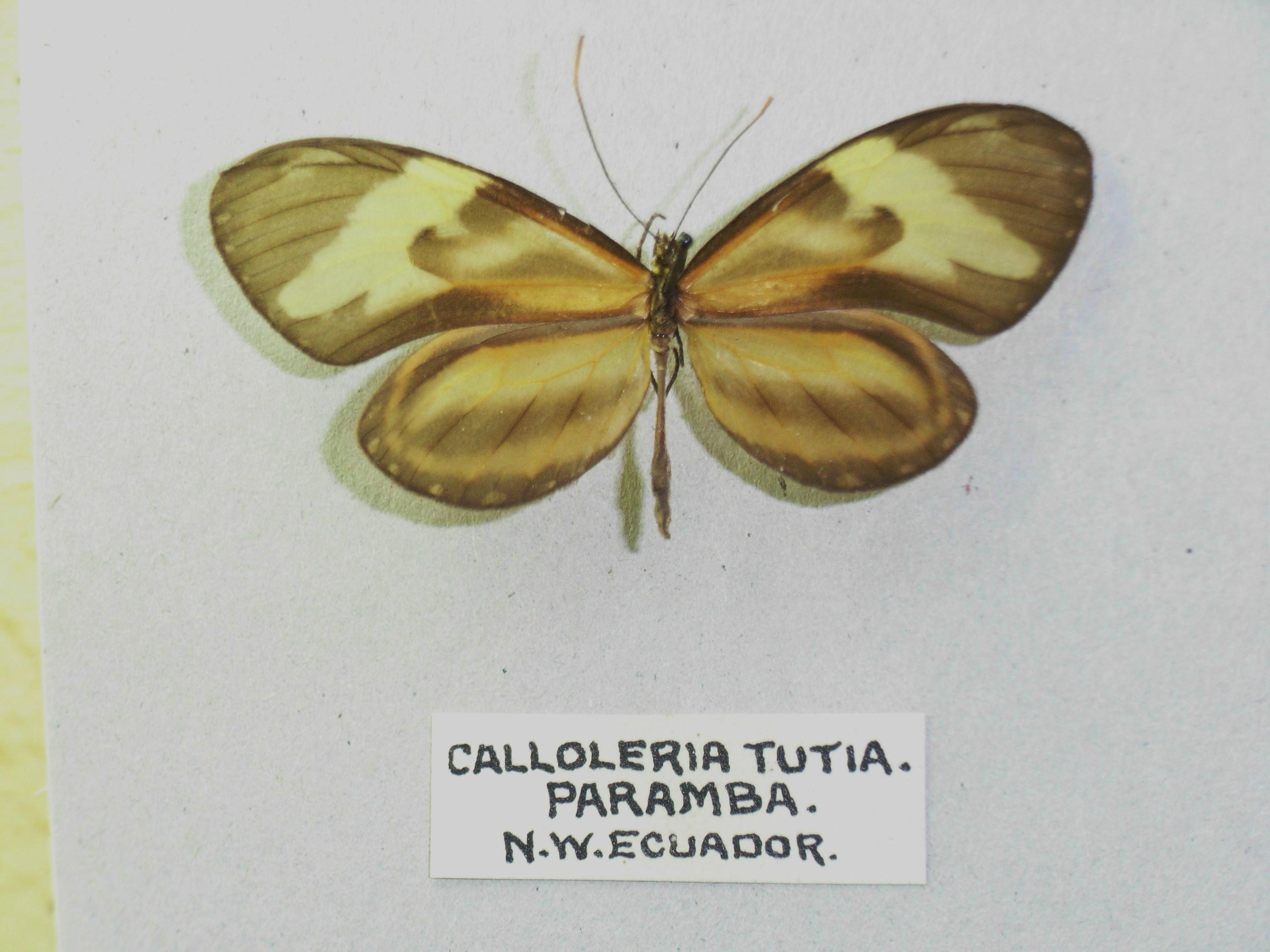
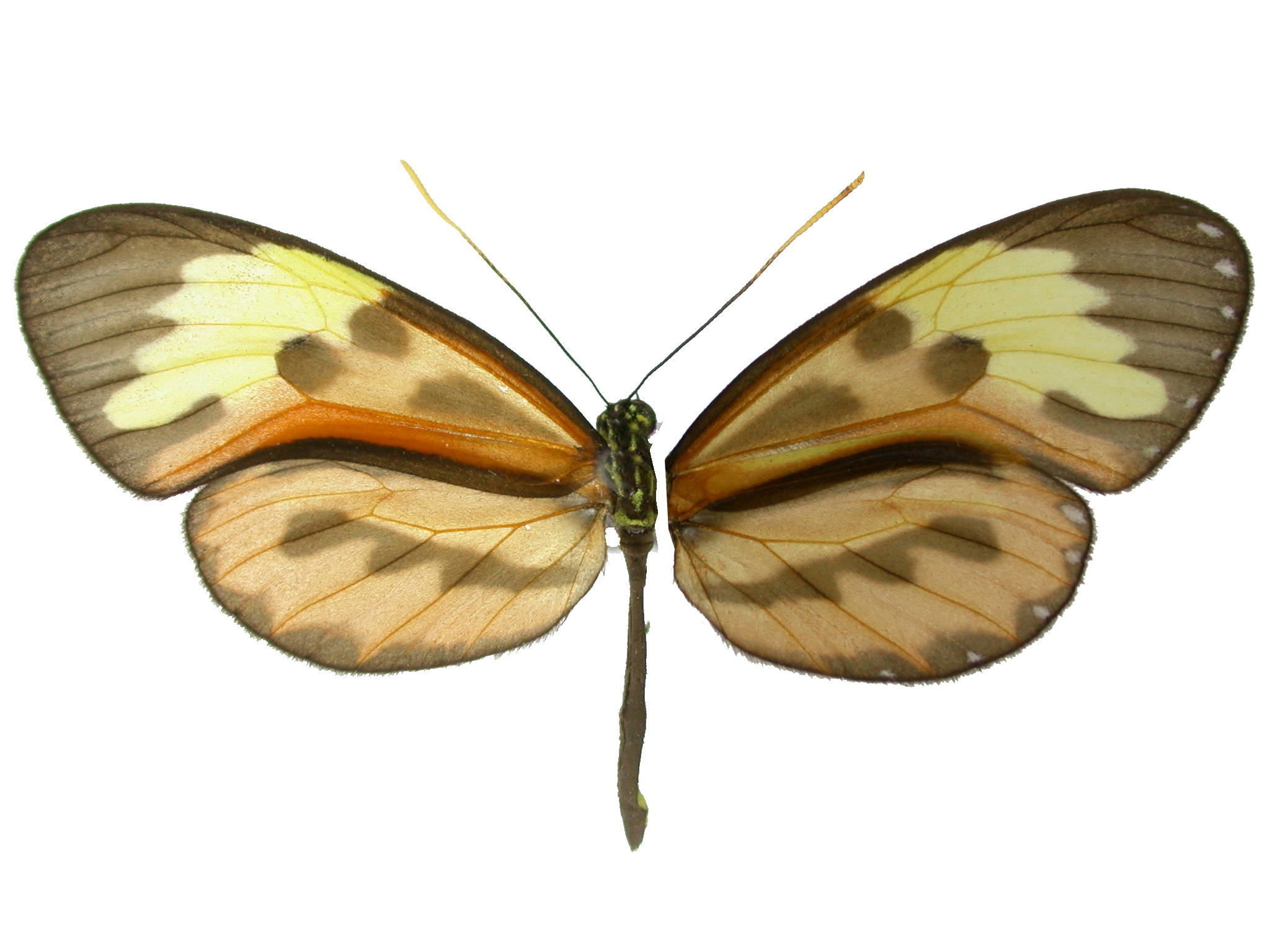
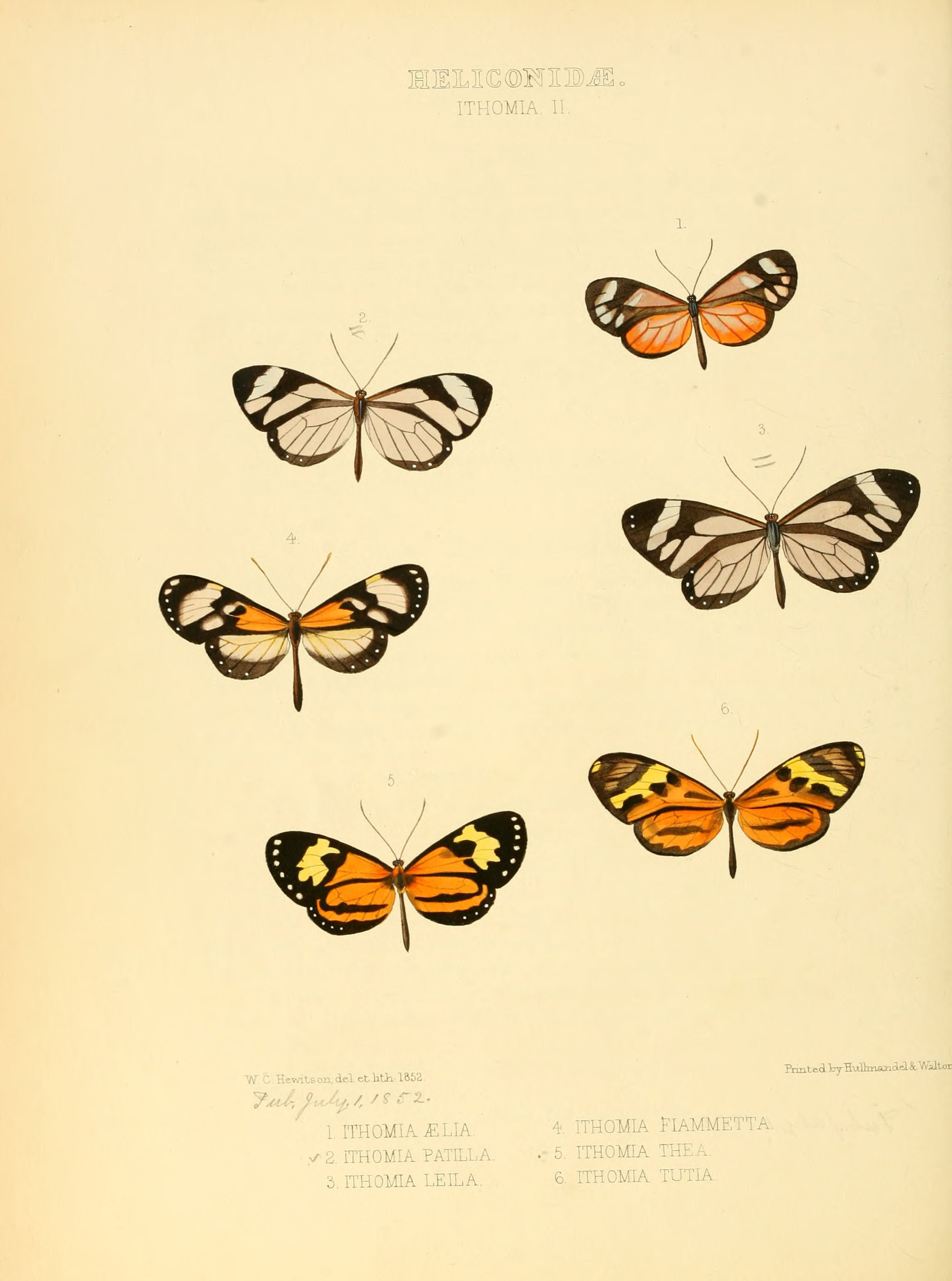
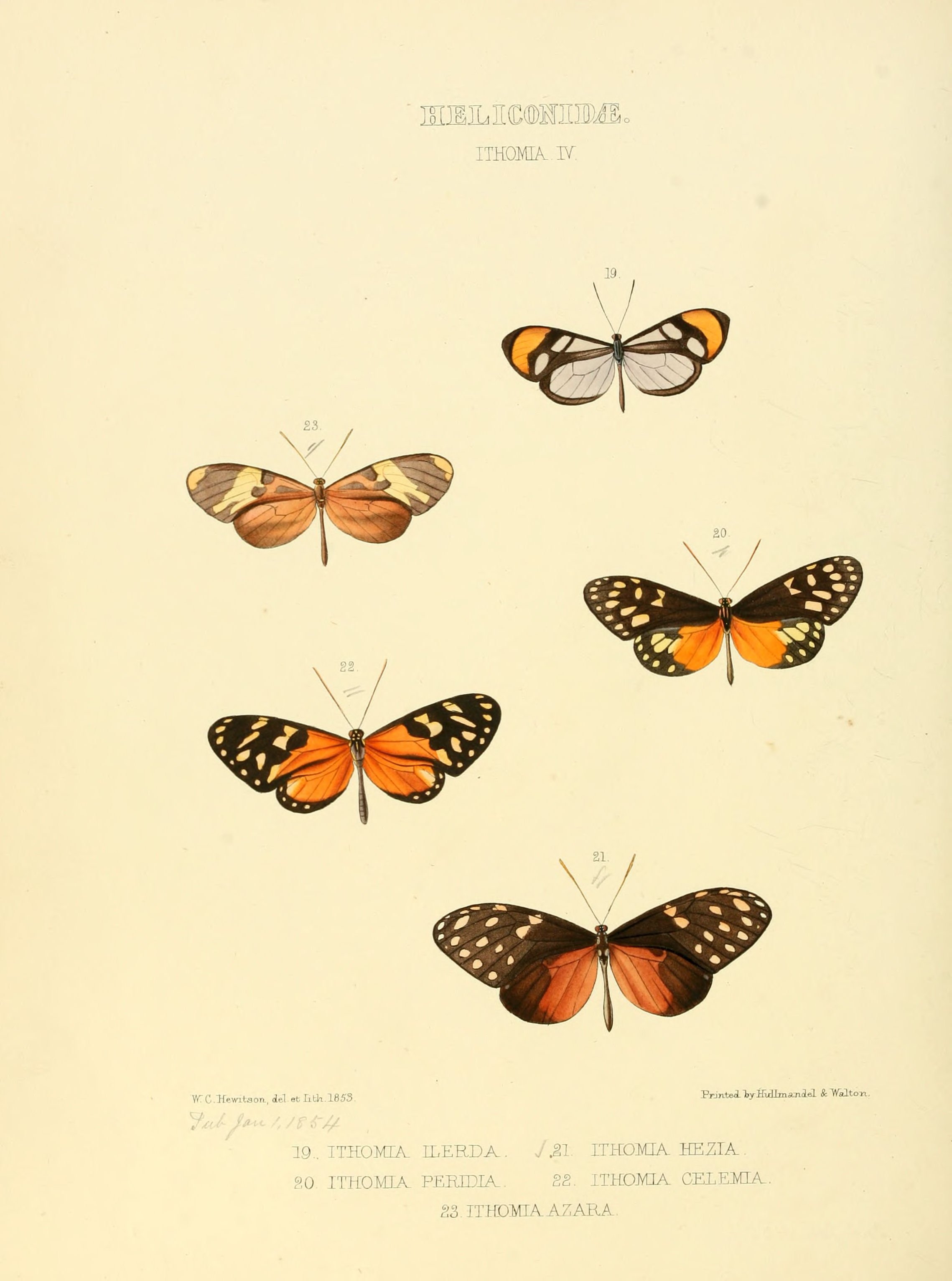